# 绿背树蜥
绿背树蜥（学名：Calotes jerdoni）为鬣蜥科树蜥属的爬行动物。分布于印度、缅甸以及中国大陆的西藏、云南等地，多生活于热带米林或灌丛中。其生存的海拔范围为1400至1890米。该物种的模式产地在印度阿萨姆。

## 保护
本种于2023年被收录入《有重要生态、科学、社会价值的陆生野生动物名录》。